# Ganga de dues bandes
La ganga de dues bandes (Pterocles bicinctus) és una espècie d'ocell de la família dels pteròclids (Pteroclididae) que habita estepes arbustives d'Àfrica Meridional, des de l'oest d'Angola, sud de Zàmbia i oest de Moçambic, cap al sud, a través de Namíbia, Botswana i Zimbàbue fins al nord de Sud-àfrica.